# FC Nõmme United
FC Nõmme United er en estisk fodboldklub beliggende i Nõmme, Tallinn. Klubben blev stiftet i 2000,[kilde mangler] og spiller i Meistriliiga, den bedste fodboldrække i Estland for herrer.

## Historie
Klubben blev stiftet i 2000 af Enn Loog, men med navnet FC Elion.[kilde mangler] Klubben ændret sig navn til det nuværende i 2006.[kilde mangler] Efter Mart Poom pensionerede fra fodbold, stiftede han Mart Poomi Jalgpallikool (Mart Pooms fodboldskole på dansk), som blev et akademi til FC Nõmme United.

## Nuværende trup
Sidst opdateret: 28. juni 2024.
| Nr. | Land    | Position | Spiller              |
| --- | ------- | -------- | -------------------- |
| 1   | Estland | MM       | Georg Lakus          |
| 2   | Estland | FO       | Kaarel Leppsalu      |
| 3   | Estland | FO       | Samuel Merilai       |
| 4   | Estland | FO       | Aleksandr Alteberg   |
| 5   | Estland | FO       | Alexander Bergman    |
| 6   | Estland | MI       | Mikkel Järviste      |
| 7   | Ukraine | AN       | Mykhaylo Plokhotnyuk |
| 8   | Estland | AN       | Bruno Vain           |
| 9   | Estland | AN       | Egert Ounapuu        |
| 10  | Estland | AN       | Henri Leoke          |
| 11  | Estland | MI       | Tristan Vendelin     |

| Nr. | Land         | Position | Spiller                               |
| --- | ------------ | -------- | ------------------------------------- |
| 12  | Estland      | MM       | Marko Meerits                         |
| 15  | Estland      | MI       | Trevor Hint                           |
| 18  | Aserbajdsjan | AN       | Muraf Valiyev (lejet fra FCI Levadia) |
| 19  | Estland      | FO       | Robert Tiigiste                       |
| 20  | Estland      | AN       | Kevin Mätas (anfører)                 |
| 21  | Ukraine      | MI       | Oleksandr Musolitin                   |
| 23  | Estland      | FO       | Karl Läänelaid                        |
| 28  | Estland      | FO       | Steven Salmistu                       |
| 30  | Estland      | MI       | Markus Riisenberg                     |
| 33  | Estland      | AN       | Jevgeni Demidov                       |
| 37  | Slovakiet    | FO       | Jakub Luka (lejet fra MFK Ruzomberok) |
| 66  | Estland      | MI       | Kaspar Roomussaar                     |